# Knud Børge Overgaard
Knud Børge Overgaard, född 21 mars 1918 i Viby i Århus, död 20 oktober 1985 i Hjørring, var en dansk fotbollsspelare.
Overgaard blev olympisk bronsmedaljör i fotboll vid sommarspelen 1948 i London.